# Aleksandar Živković
Aleksandar Živković (n. 28 iulie 1977, Niș, RS Serbia, RSF Iugoslavia) este un fost fotbalist sârb.
În 2001, Živković a jucat 2 meciuri pentru echipa națională a Serbiei.

## Statistici
| Serbia | Serbia  | Serbia |
| An     | Meciuri | Goluri |
| ------ | ------- | ------ |
| 2001   | 2       | 0      |
| Total  | 2       | 0      |